# Заря (Вознесенський район, Нижньогородська область)
Заря (рос. Заря) — селище в Вознесенському районі Нижньогородської області Російської Федерації.
Населення становить 47 осіб. Входить до складу муніципального утворення Наришкінська сільрада.

## Історія
Від 2004 року входить до складу муніципального утворення Наришкінська сільрада.

## Населення
| 1999 | 2002 | 2010 |
| ---- | ---- | ---- |
| 65   | →65  | ↘47  |